# Mia Dimšić
Mia Dimšić, känd professionellt som enbart Mia, född 7 november 1992 i Osijek i östra Kroatien, är en kroatisk sångerska och låtskrivare. Hon kommer att representera Kroatien i Eurovision Song Contest 2022 i italienska Turin med den engelskspråkiga låten Guilty Pleasure.

## Diskografi
- Život nije siv (2017)[3]
- Božićno jutro (2017)
- Sretan put (2019)